# تیتی بونگو
تیتی بونگو (انگلیسی: Titi Buengo؛ زادهٔ ۱۱ فوریهٔ ۱۹۸۰) یک بازیکن فوتبال اهل آنگولا است.